# A cappella
A cappella (phát âm tiếng Ý: [a.kapˈpɛl.la], n.đ. 'phong cách của nhà nguyện'), acapella hay hát chay là phong cách hát không cần có nhạc đệm. Ban đầu, thuật ngữ a cappella được dùng để phân biệt hai phong cách âm nhạc là nhạc phức điệu thời kỳ Phục hưng và nhạc concertato thời kỳ Baroque. Đến thế kỷ 19, việc nhạc phức điệu thời kỳ Phục hưng trở nên thịnh hành trở lại và việc người nghe không biết rằng mỗi một phần thanh nhạc đều được song hành bởi nghệ sĩ nhạc cụ đã làm cho thuật ngữ a cappella dần mang ý nghĩa là "thanh nhạc không có nhạc đệm".
A cappella thường được áp dụng trong hoạt động âm nhạc tôn giáo, nhất là ở phương Tây. Những người nghệ sĩ sẽ dùng giọng hát của mình để kết hợp, hỗ trợ cho nhau bằng hoà thanh, bè phối để tạo nên nhạc điệu, vì vậy họ phải có khả năng thẩm âm và kiến thức thanh nhạc tương đối tốt.

## Nhóm nhạc A Capella

### Quốc tế
- Mezzotono (Ý)
- Pentatonix (Hoa Kỳ)
- MayTree (Hàn Quốc)

### Việt Nam
- MTV
- AC&M
- 5 dòng kẻ